# Komitet Językowy
Komitet Językowy – niezależna instytucja założona podczas Światowego Kongresu Esperanto w 1905 roku, której zadaniem było zachowanie i ochrona podstawowych zasad języka oraz monitorowanie jego rozwoju. Zgodnie z propozycją Ludwika Zamenhofa do Komitetu wybrano 102 członków z 28 krajów. Pierwszym przewodniczącym był Émile Boirac. W ramach Komitetu powstała specjalna komisja o nazwie Akademio. W 1948 r. Komitet Językowy i jego Akademia połączyły się w jedno ciało o nazwie „Akademio de Esperanto”.

## Sekcje robocze Akademii
W 1908 r., w celu uniknięcia komplikacji związanych ze zbyt dużą liczbą członków, przewodniczący Komitetu zaproponował jego podział, formując w nim stałą „wyższą komisję” zwaną „Akademią”. Obowiązywały następujące zasady:
1. Członkami Komitetu Językowego były osoby językowo kompetentne, bez ograniczenia ich liczby. Członkowie proponowani byli przez stowarzyszenia lub grupy esperanckie oraz członków instytucji esperanckich. Akademia wybierała kandydatów po otrzymaniu opinii narodowych towarzystw esperanckich dotyczących każdego kandydata oraz odpowiedzi kandydata na pytania dotyczące jego znajomości języka.
2. Członkowie Komitetu byli wybierani przez Komitet bezwzględną większością głosów i sprawowali urząd przez dziewięć lat.
3. Członkowie Akademii, których liczba nie mogła przekroczyć 18, byli wybierani przez Komitet bezwzględną większością głosów, zgodnie z listą sporządzoną przez Akademię wśród członków „mających szczególne kompetencje językowe i którzy mogli skutecznie uczestniczyć w pracach Komitetu”. Członkowie wybierani byli na dziewięć lat. Co trzy lata ponownie wybierano jedną trzecią składu.
4. Akademia i Komitet Językowy posiadały taki sam zarząd, który składał się z przewodniczącego, dwóch wiceprzewodniczących i sekretarza generalnego, w razie potrzeby; dyrektorów departamentów pracy, którzy byli wybierani przez Akademię na trzy lata, a nowe wybory odbywały się co trzy lata po ponownym wyborze jednej trzeciej członków Akademii[1].

## Członkowie Komitetu Językowego w 1907

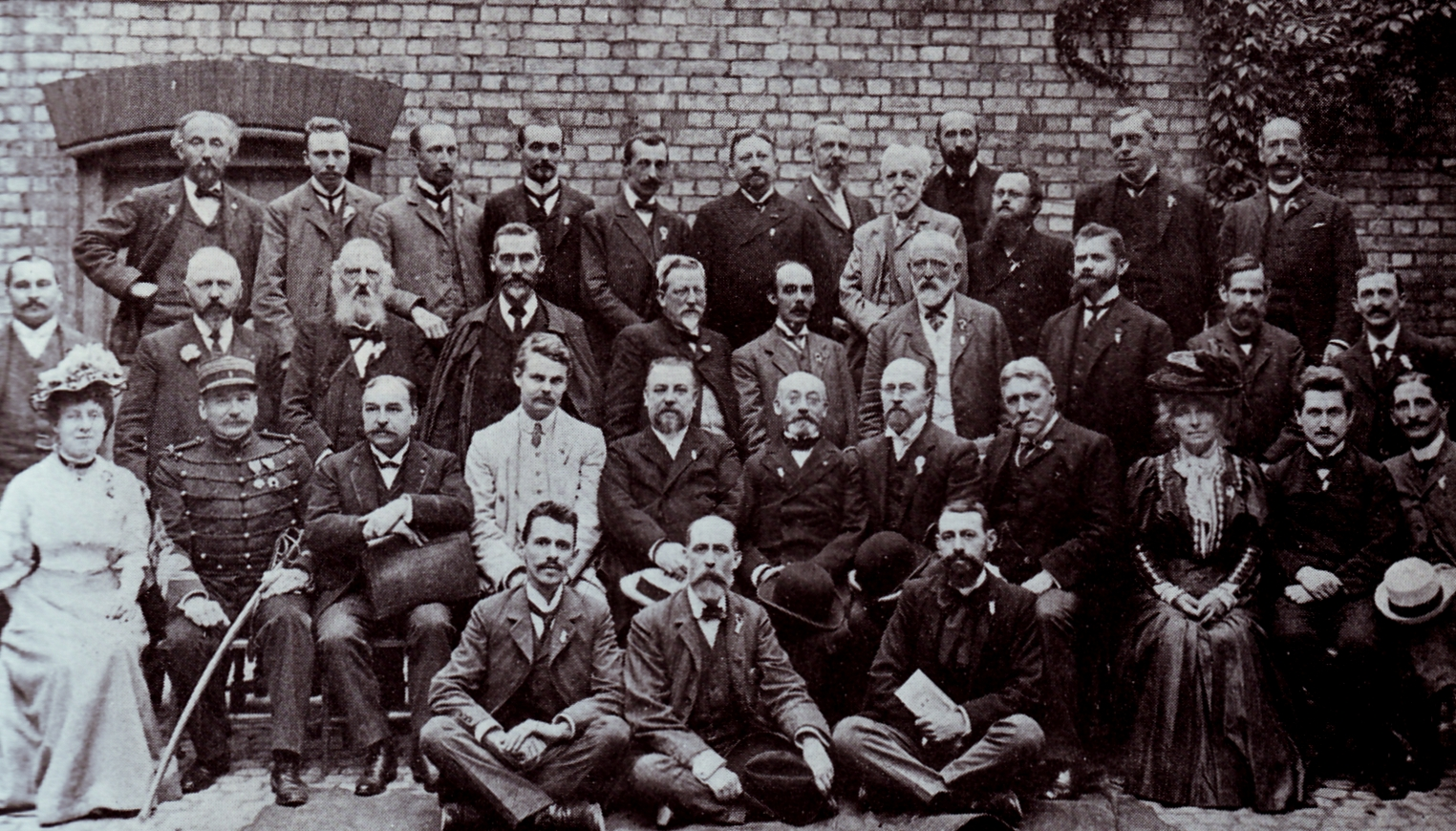
Komitet językowy z 1907 roku

1. (górna) linia od lewej do prawej:
Dreves Uitterdijk (Holandia), Þorsteinn Þorsteinsson (Islandia), Theodor Čejka (Morawy), Otto Simon (Wiedeń), Johann Schröder (Wiedeń), dr Eduard Mybs (Altona), Alfred Michaux (Boulogne-sur-Mer), Felix Stone Moscheles (Londyn), profesor Carlo Bourlet (Paryż), pastor Friedrich Schneeberger (Szwajcaria), John Ellis (Keighley, Anglia)
2. linia
Th. Renard (Genewa), Joseph Jamin (Bruksela), profesor Henri Dor (Dijon), Joseph Rhodes (Keighley), profesor Théophile Cart (Paryż), Edward Alfred Millidge (Anglia), Clarence Bicknell (Bordighera, Włochy), Per Ahlberg (Sztokholm), Paul Gottfried Christaller (Stuttgart), A. P. Beauchemin (Kanada)
3. linia
Louisa Frederica Adela Schafer (Londyn), kapitan Pierre Ernest Matton (Francja), adwokat [brak nazwiska] (Paryż), Harold Bolingbroke Mudie (Londyn), rektor Émile Boirac (Paryż), dr Ludwik Zamenhof (Warszawa), Louis de Beaufront (Louviers), pułkownik John Pollen (Indie), Rosa Junck (Bordighera), dr Kazimierz Bein (Warszawa), Gaston Moch (Paryż)
4. linia
Eduard Kühnl (Praga), dr Alfons Sabadell (Barcelona), Samuel Meyer (La Rochelle).

## Zadania
Poniższe oświadczenie w sprawie roli Komitetu Językowego zostało sporządzone i zatwierdzone przez Komitet Językowy:
„Zadaniem Komitetu Językowego jest zachowanie podstawowych zasad języka i monitorowanie jego rozwoju. Dlatego bada on wszystkie pytania językowe i rozwiązuje je zgodnie z powyższymi zasadami. Ani Fundamento, ani Komitet Językowy nie mogą stanowić przeszkody w normalnym rozwoju języka, a wręcz przeciwnie, zabezpieczają go. Akademia bada wszystkie pytania wybrane przez siebie albo przedłożone przez komisje lub przez co najmniej pięciu członków Komitetu. Jeśli ponad jedna trzecia komitetu nie zgadza się z decyzją Akademii, decyzja jest ponownie omawiana przez Akademię.

## Podkomitety krajowe
W niektórych krajach istniały Podkomitety Krajowe, których członkowie byli jednocześnie członkami Komitetu Językowego tego kraju. Zadaniem Podkomitetów było kontrolowanie dzieł pojawiających się w danym kraju, przesyłanie uwag autorowi, przedstawianie interesujących fragmentów tych uwag do Oficiala Bulteno oraz ewentualnie składanie Akademii propozycji. Komitety te mogły również wspierać stowarzyszenia propagandowe w organizacji egzaminów i przygotowaniu dyplomów.
W 1912 roku takie komitety istniały w Danii, Francji, Niemczech, Hiszpanii, Włoszech, Rosji, Stanach Zjednoczonych, Finlandii, Flandrii, Katalonii, Meksyku, Holandii i Szwajcarii. Przestały one funkcjonować w czasie I wojny światowej.

## Korespondenci
W razie potrzeby Akademia miała prawo wybierać korespondentów Akademii nawet spoza Komitetu Językowego, gdy brakowało osoby kompetentnej językowo w języku niewystarczająco lub w ogóle nie reprezentowanym przez Komitet Językowy, lub w dziedzinie wymagającej szczególnych kompetencji językowych. W 1933 roku Akademia posiadała korespondentów do słowników technicznych oraz w językach rosyjskim, katalońskim, ladyńskim, polskim i portugalskim.

## Członkowie
W 1905 roku wybrano ponad stu członków Komitetu Językowego, a w 1908 roku – 12 członków Akademii: Émile Boirac, Kazimierz Bein, Théophile Cart, Antoni Grabowski, Gaston Moch, René de Saussure, Paul Axel Nylén, Eduard Mybs, Antonio López Villanueva, Nikolai Evstifejev i Alfred Edward Wackrill. Boirac został wybrany na przewodniczącego.
Po śmierci Boiraca w 1917 roku przewodniczącym został Cart. W 1931 roku zastąpił go John Mabon Warden zastąpił go, a w 1933 roku przewodniczącym został Warden Maurice Rollet de l’Isle został przewodniczącym. W 1934 roku członkami Akademii byli: JRG Isbrücker, Camille Aymonier, Walter Lippmann, Maurice Rollet de l’Isle, Bruno Migliorini, Paul Axel Nylén, Leo Belmont, Louis Bastien, Anakreon Stamatiadis, Karl Heinrich Paul Bennemann, Julio Baghy, Vicente Inglada Ors, Andrés Cseh, Vilho Suonio Setälä, William Bailey i Pierre Corret.
W 1934 roku w Komitecie Językowym reprezentowane były następujące języki: angielski, 11 członków; francuski, 19; niemiecki, 16; rosyjski, 11; polski 7; hiszpański, 5; włoski, 6: ormiański, 1; bułgarski, 1; czeski, 5; duński, 1; estoński, 1; fiński, 1; flandryjski, 2; grecki, 1; hebrajski, 3; niderlandzki, 5; węgierski, 5; chiński, 1; japoński, 3; kataloński, 6; ladyński, 1; litewski, 1; norweski, 2; perski, 1; portugalski, 4; rumuński, 1; szwedzki, 3. W sumie 28 języków i 124 członków.

## Nagrody
Akademia nagradzała dzieła wyróżniające się pod względem stylu. O wyborze tych dzieł Akademia decydowała na podstawie propozycji specjalnej komisji. Tylko członkowie Komitetu Językowego mogli zgłaszać takie prace. Komisji przewodniczył najpierw Theophile Cart, a później Edmond Privat. Lista nagrodzonych prac z lat 1914–1928 została opublikowana w Raporcie przewodniczącego Akademii ze Światowego Kongresu Esperanto z 1929 roku.

## Finanse
Każdego roku rozliczenia Akademii były przedstawiane na Światowym Kongresie Esperanto. Dochody składały się z dotacji od esperantystów (w 1930 roku – 200 franków szwajcarskich) i dotacji z Internacia Centra Komitato (500 franków); na wydatki składały się wydatki pocztowe, druki, wynagrodzenie sekretarza. Budżet wynosił około 1000 franków rocznie.

## Publikacje
Od 1923 roku każdego roku publikowany był rocznik zawierający regulamin Komitetu Językowego i Akademii, a także listę członków Akademii i Komitetu Językowego, pogrupowanych także ze względu na język.
Do 1914 roku okólniki i dokumenty instytucji językowych były publikowane w Oficiala Gazeto wydawanej przez Esperantista Centra Oficejo. Dzięki tej gazecie i corocznym raportom Przewodniczącego i Dyrektorów Sekcji Pracy esperantyści dowiadywali się o pracach Komitetu i Akademii.
W 1929 r. przewodniczący Cart postanowił opublikować Oficiala Bulteno mający zawierać oficjalne dokumenty i, jeśli to możliwe, artykuły o esperanto według ściśle językowych zasad. Oficiala Bulteno był wysłany bezpłatnie do członków Komitetu w zamian za gazetę esperancką (Esperanto-gazeto) oraz do członków spoza Komitetu, którzy płacili co najmniej 5 franków szwajcarskich rocznie. Numery Oficiala Bulteno pojawiły się w 1929 roku, lutym 1930 roku, czerwcu 1930 roku oraz kwietniu i czerwcu 1931 roku.
Co roku przewodniczący i dyrektorzy sekcji roboczych Akademii przedstawiali na Światowym Kongresie Esperanto raporty z prac przeprowadzonych na poprzednim kongresie. Raporty te są publikowane w dokumentacji Światowych Kongresów.